# Nyugat-magyarországi peremvidék
A Nyugat-magyarországi peremvidék földrajzi nagytáj Magyarországon, a Dunántúl legnyugatibb részén.
Két nagy részre osztható: az Alpokaljára és a Zalai-dombságra. Bár a két táj sok mindenben eltér egymástól, közös jellemzőik a hűvösebb csapadékosabb éghajlat és a smaragdzöld erdőségek. Mindez az erőteljes óceáni hatásnak köszönhető. A Soproni- és a Kőszegi-hegység az Alpok keleti nyúlványai. Az előterükben levő dombvidéket az Alpokból érkező folyók hordaléka töltötte fel. Az erdőkben, rétekben gazdag Zalai-dombság agyagos lejtőin gyakoriak a csuszamlások. A táj történelmi városai Sopron és Kőszeg, híres néprajzi tája az Őrség. Legnépesebb városa Szombathely. Legmagasabb pontja, egyben a Dunántúl legmagasabb pontja, az Írott-kő (882 m).

## Részei
A nagytáj négy középtájra oszlik:
- Alpokalja
- Kemeneshát
- Vas–Soproni-síkság
- Zalai-dombság